# Tamara Milachkina
Tamara Andreïevna Milachkina (en russe : Тамара Андреевна Милашкина), née Mirnenko le 13 septembre 1934 à Astrakhan en URSS et morte le 10 janvier 2024 à Vienne en Autriche, est une artiste lyrique soprano soviétique et russe.

## Biographie
Tamara Andreyevna Milachkina naît le 13 septembre 1934 à Astrakhan (URSS),,.
Elle étudie le chant avec Elena Katulskaia au Conservatoire de Moscou avant d'être engagée en 1958 au Théâtre Bolchoï, où elle chante les premiers rôles du répertoire slave, Tatiana (Eugène Onéguine), Lisa (La Dame de pique) et Jaroslavna (Le Prince Igor), notamment,.
En 1962, Milachkina est la première cantatrice soviétique à être invitée à la Scala de Milan, où elle chante Lida dans La Bataille de Legnano de Verdi,.
En 1971, elle est Lisa (La Dame de Pique) à l'Opéra de Vienne et, en 1974, Tosca au Deutsche Oper de Berlin,.
En 1973, Tamara Milachkina est nommée artiste du peuple de l'URSS. Elle participe aux tournées du Bolchoï en Europe et aux États-Unis, où elle chante au Met en 1975.
Parmi ses rôles de prédilection, figurent Tatiana (Eugène Onéguine), Lisa (La Dame de pique) et Maria (Mazeppa) de Tchaïkovski, Fevroniya (La Légende de la ville invisible de Kitège et de la demoiselle Fevronia de Rimski-Korsakov, filmée en 1966), Natasha (Guerre et Paix) et Lyubka (Semyon Kotko) de Prokofiev, Leonora (Il trovatore), Elisabeth de Valois (Don Carlos) et Aida de Verdi, et Tosca.
Au disque, elle réalise une douzaine d’album, dont se détache en particulier deux enregistrements de La Dame de Pique, en 1967 sous la direction de Boris Khaïkine puis en 1974 aux côtés de son mari Vladimir Atlantov (en) sous la direction de Mark Ermler, et un enregistrement du Convive de pierre d'Alexandre Dargomyjski.
Tamara Milachkina meurt le 10 janvier 2024, à l'âge de 89 ans.